# Dichromodes fulvida
Dichromodes fulvida är en fjärilsart som beskrevs av Oswald Beltram Lower 1915. Dichromodes fulvida ingår i släktet Dichromodes och familjen mätare. Inga underarter finns listade i Catalogue of Life.